# زلزال إلابل 2015
زلزال إلابل 2015 هو زلزال ضرب تشيلي على مسافة 46 كم من مدينة إلابل في 16 سبتمبر 2015 في الساعة 33 بتوقيت تشيلي وكانت درجة عزمه 8.3. حدثت عدة هزات ارتدادية مقدارها تجاوز 6 درجات بعد هذا الزلزال.
حدث الزلزال بسبب احتكاك بين صفيحة نازكا وصفيحة أمريكا الجنوبية. هذه المنطقة شهدت 15 زلزالا آخر خلال المائة سنة الأخيرة تجاوزت 7 درجات.
أعلن عن 10 حالات وفاة و20 إصابة أخرى. وردت تقارير عن مشاهدة أمواج تسونامي في نيوزيلندا والإكوادور وفيجي وجزر سليمان وهاواي وكاليفورنيا، كما وصلت موجات ارتفاعها 4.5 متر إلى ساحل كوكويمبو وكونكون وتونغوي. لذلك أعلنت وزارة الداخلية والأمن التشيلية عن خطة لإخلاء مليون مواطن، لكن هذه الخطة ألغيت لاحقا.